# Pierrefitte, Deux-Sèvres
Pierrefitte är en kommun i departementet Deux-Sèvres i regionen Nouvelle-Aquitaine i västra Frankrike. Kommunen ligger i kantonen Saint-Varent som tillhör arrondissementet Bressuire. År 2022 hade Pierrefitte 323 invånare.

## Befolkningsutveckling
Antalet invånare i kommunen Pierrefitte
| Referens: INSEE |